# Jugoslaviens håndboldlandshold (damer)
Jugoslaviens håndboldlandshold var det jugoslaviske landshold i håndbold for kvinder som også deltog i internationale håndboldkonkurrencer. Holdet vandt VM i 1973.

## Resultater

### VM
- 1957:  Bronze
- 1965:  Sølv
- 1971:  Sølv
- 1973:  Guld
- 1982:  Bronze
- 1990:  Sølv

### Sommer-OL
- 1980:  Sølv
- 1984:  Guld